# Rick Lowe

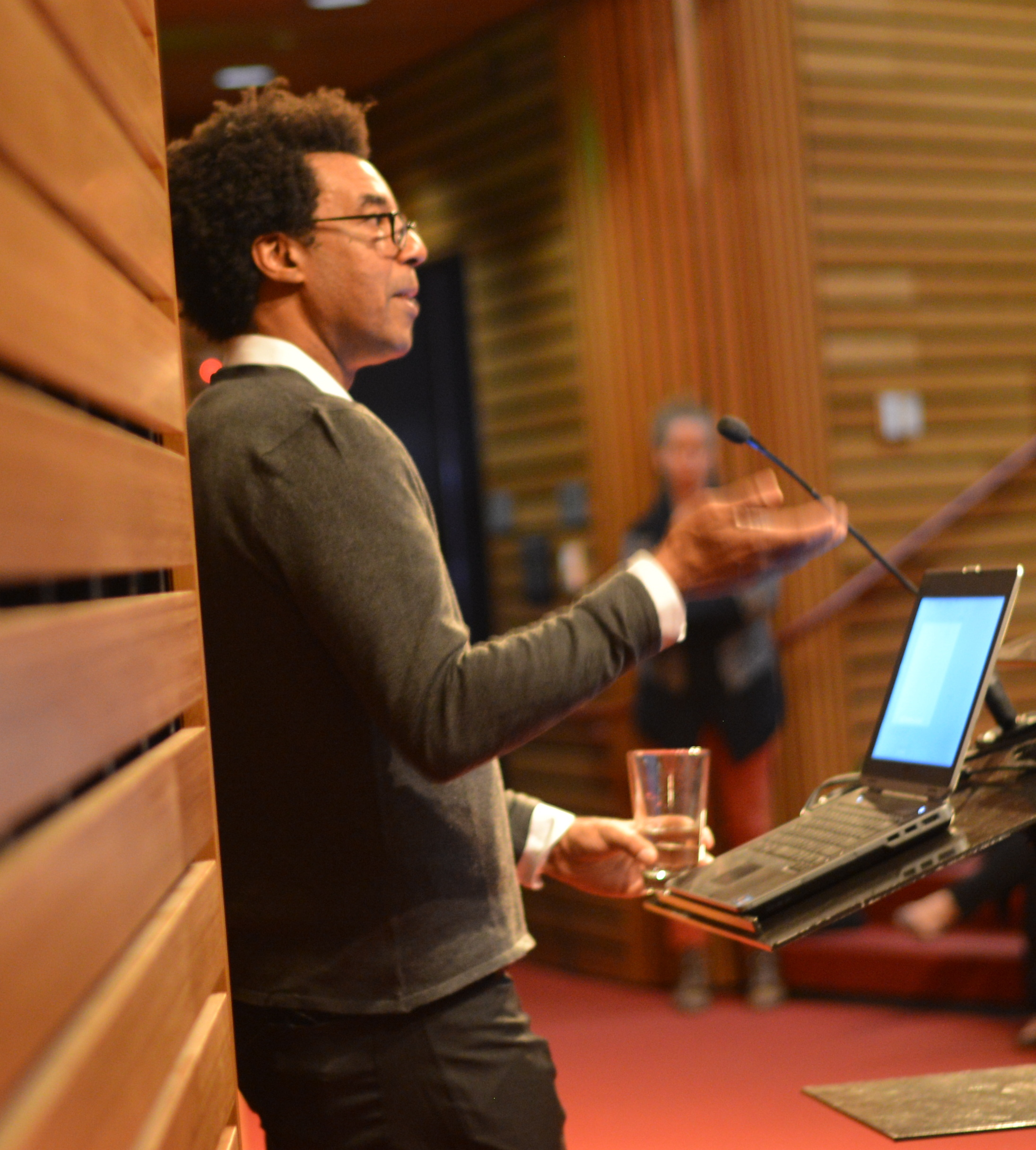
Rick Lowe

Rick Lowe (* 1961 in Eufaula, Alabama) ist ein US-amerikanischer Künstler der Social Practice Art.

## Leben und Werk
Rick Lowe besuchte das Columbus College (1979–1982) und studierte Kunst an der Texas Southern University in Houston. 2016 wurde er Associate Professor für Kunst an der University of Houston (UH). Derzeit ist er „Professor of Interdisciplinary Practice“ an dem zur UH gehörenden Kathrine G. McGovern College of the Arts (KGMCA). Er lebt in Houston.
Lowe ist Mitbegründer des 1993 begonnenen Projekts Row Houses. Es handelt sich dabei um einen langfristig angelegten Umbau von Shotgun Houses im Third Ward in der Nähe von Houston, die unter anderem als temporärer Künstlerverbleib genutzt werden. Weitere Projekte sind das Watts House Project in Los Angeles, ein Projekt zum Wiederaufbau nach Katrina in New Orleans, und ein Gemeinschaftsmarkt in einem dicht besiedelten Stadtviertel in Nord-Dallas, in dem die Mehrzahl der Bewohner einen Migrationshintergrund hat.

## Auszeichnungen (Auswahl)
- 2002: Heinz Awards
- 2014: MacArthur Fellowship
- 2015: Ehrendoktorwürde vom Maryland Institute College of Art in Baltimore und Otis College of Art and Design in Los Angeles[4]